# Piruló őzlábgomba
A piruló őzlábgomba (Chlorophyllum rhacodes) a csiperkefélék családjába tartozó, Európában és Észak-Amerikában honos, erdőkben parkokban élő, ehető gombafaj. 

## Megjelenése
A piruló őzlábgomba kalapja 5-15 cm széles; alakja kezdetben majdnem gömbölyű vagy tojásdad (a gomba ilyenkor dobverőre emlékeztet), majd domborúan kiterül. Idősen lapos (közepén púppal) vagy széles harangszerű lesz. Alapszíne fehéres, krémszínű vagy halványokkeres, de felszínét nagy, barnás, tetőcserépszerű, szálas pikkelyek borítják körkörösen. Púpos közepe egyöntetűen barna, sima.
Húsa vastag, puha, a tönkben szívós, rostos. Színe fehér, sérülésre azonnal narancsszínűen, majd vörösen, végül barnán elszíneződik. Szaga és íze kellemes gombaszerű, kissé dióízű lehet.  
Sűrűn álló, széles lemezei szabadon állnak, a tönk körül gyűrűt alkotnak. Színük fiatalon fehér, később világosbarnák. Sérülésre vörösödnek.   
Tönkje 8-20 cm magas és 1-1,5 cm vastag. Alakja karcsú, tövénél gumószerűen megvastagszik. Bocskora nincs. Színe eleinte fehér, idősen vörösesbarna, Felszíne sima. A tönk a kalapból csuklósan kifordítható. Kettős gallérja jól fejlett, vattás, a tönkön elmozdítható. 
Spórapora fehér vagy halvány krémszínű. Spórája széles ellipszoid vagy körte formájú, sima, mérete 8,8-12,7 x 5,4-7,9 µm.

### Hasonló fajok
Igen hasonlít rá az enyhén mérgező kerti őzlábgomba, amelynek gallérja nem kettős. Összetéveszthető még a nagy őzlábgombával, a karcsú őzlábgombával, a mérgező fajok közül pedig a párducgalócával. 

## Elterjedése és termőhelye
Európában és Észak-Amerikában honos. Magyarországon gyakori.
Lombos és tűlevelű erdőkben, néha kertekben, parkokban található meg egyesével vagy kisebb csoportokban, néha boszorkánykört is alkot. A humuszban, nitrogénben gazdag talajt részesíti előnyben. Májustól novemberig terem. 

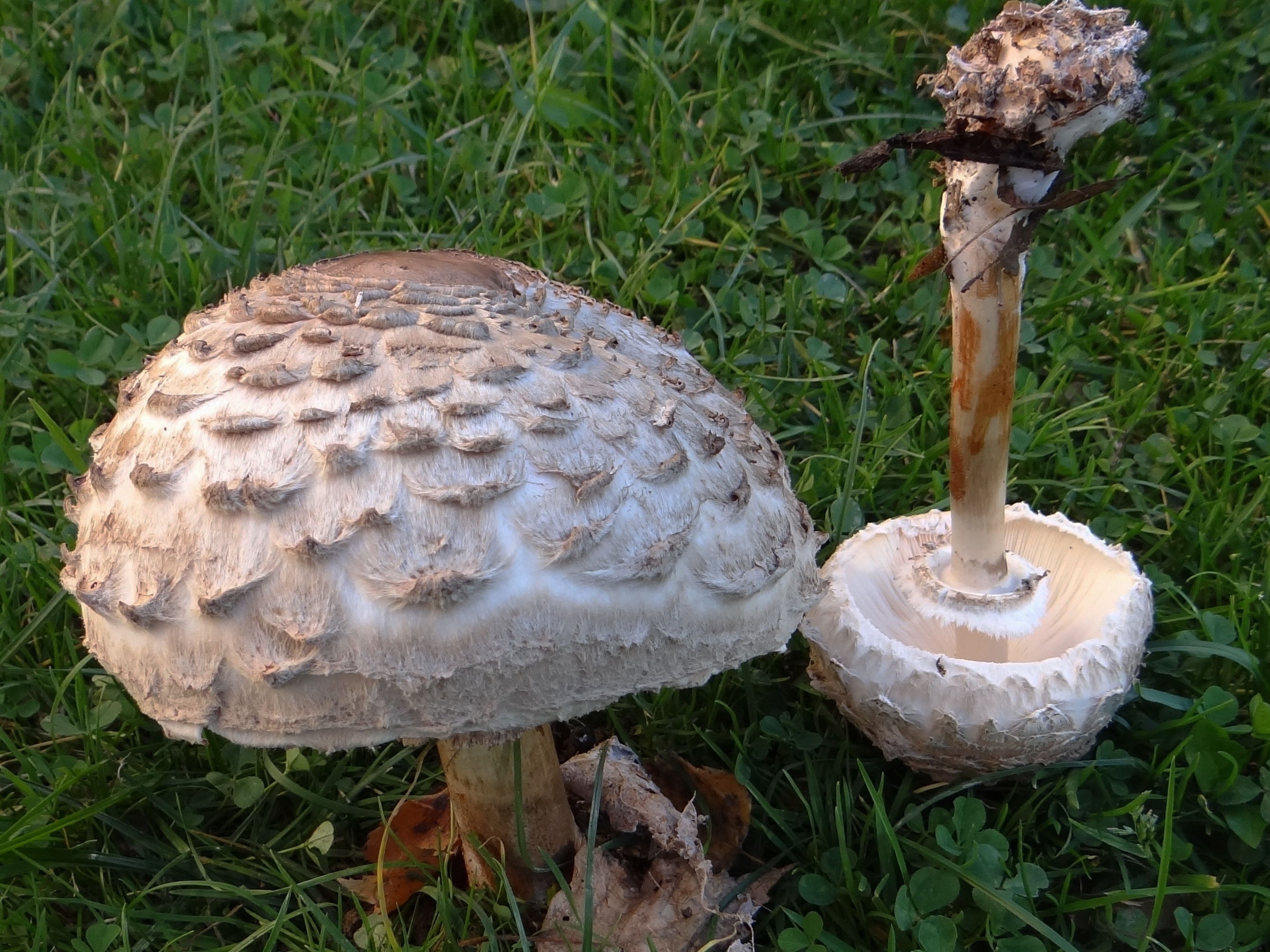
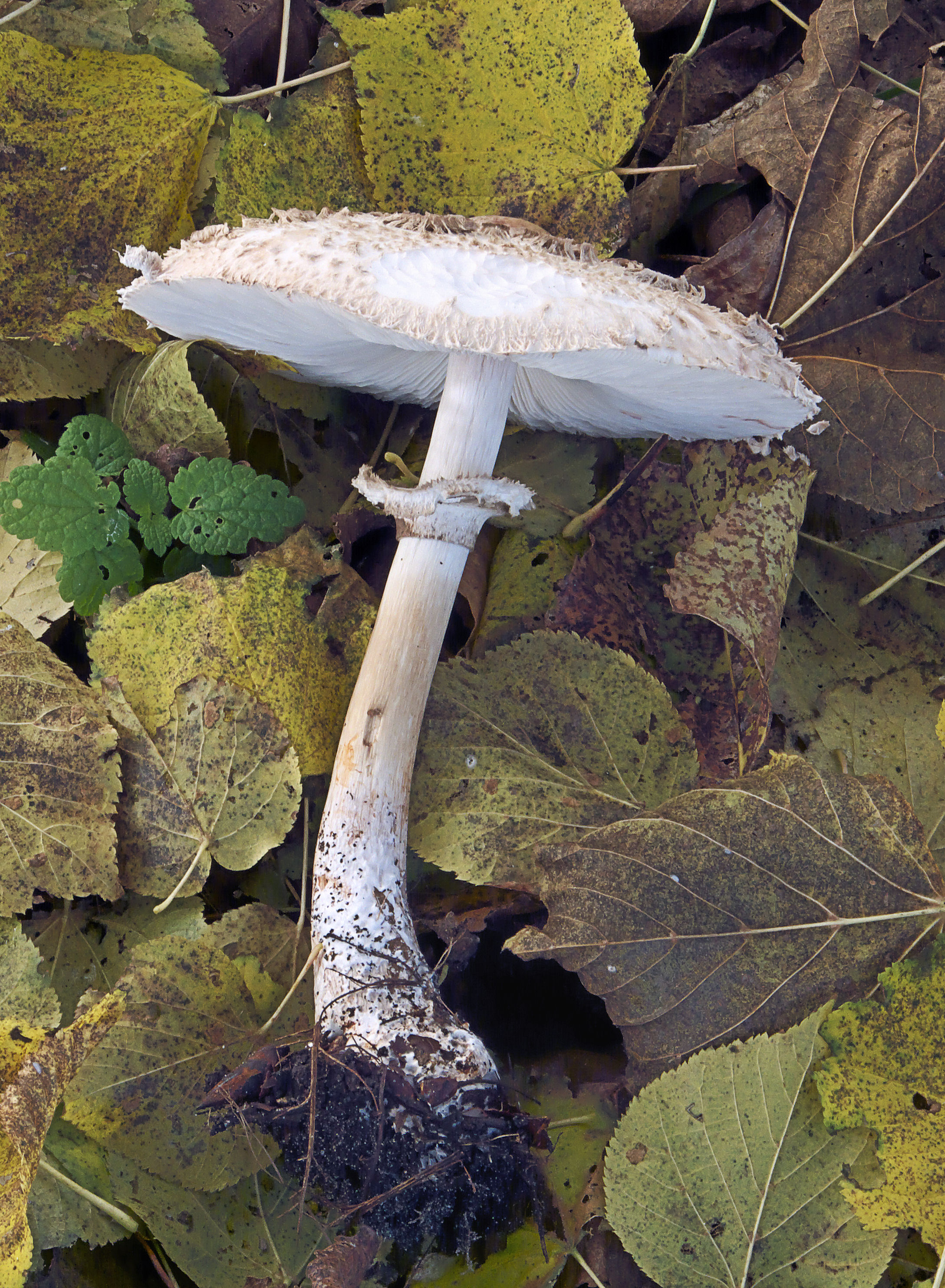
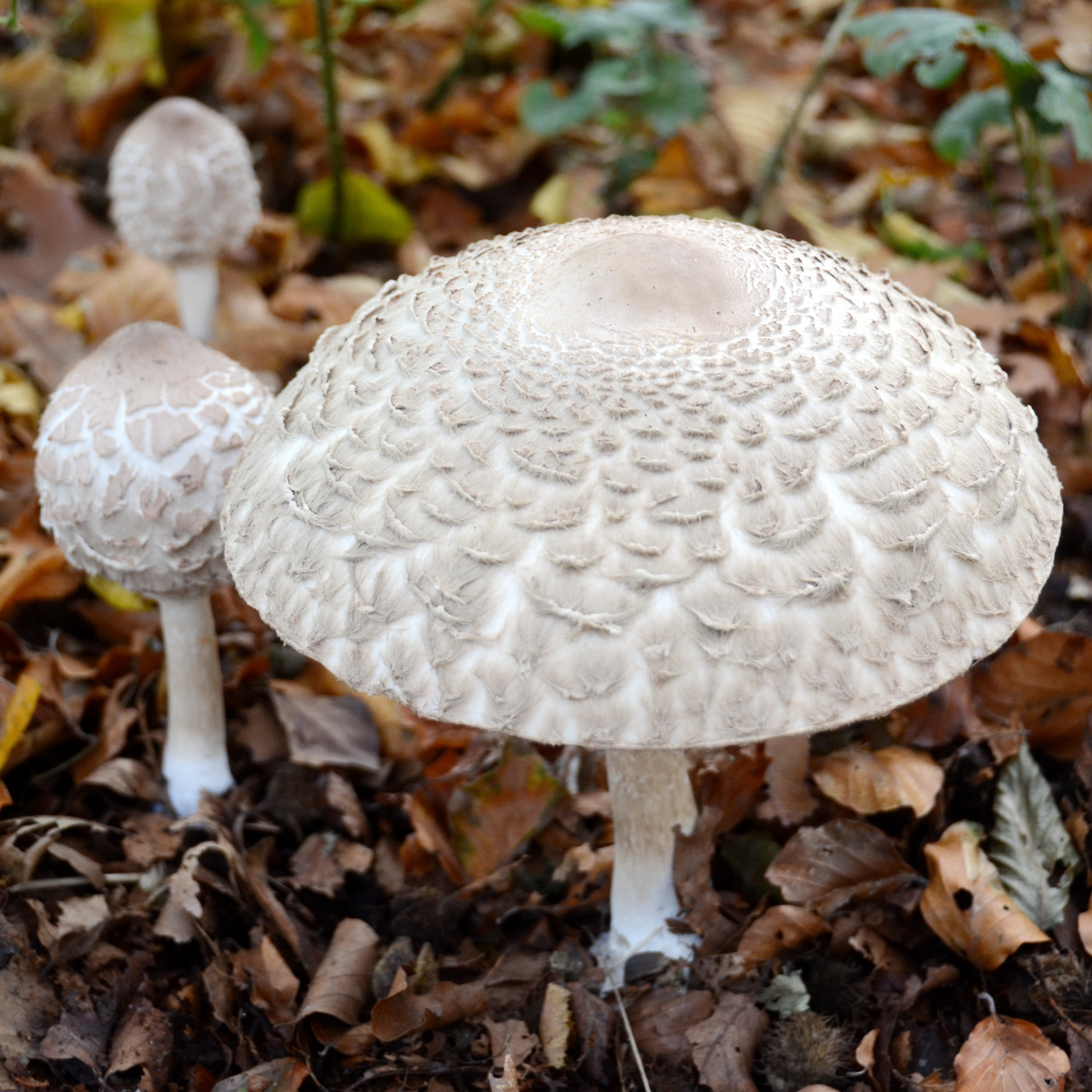
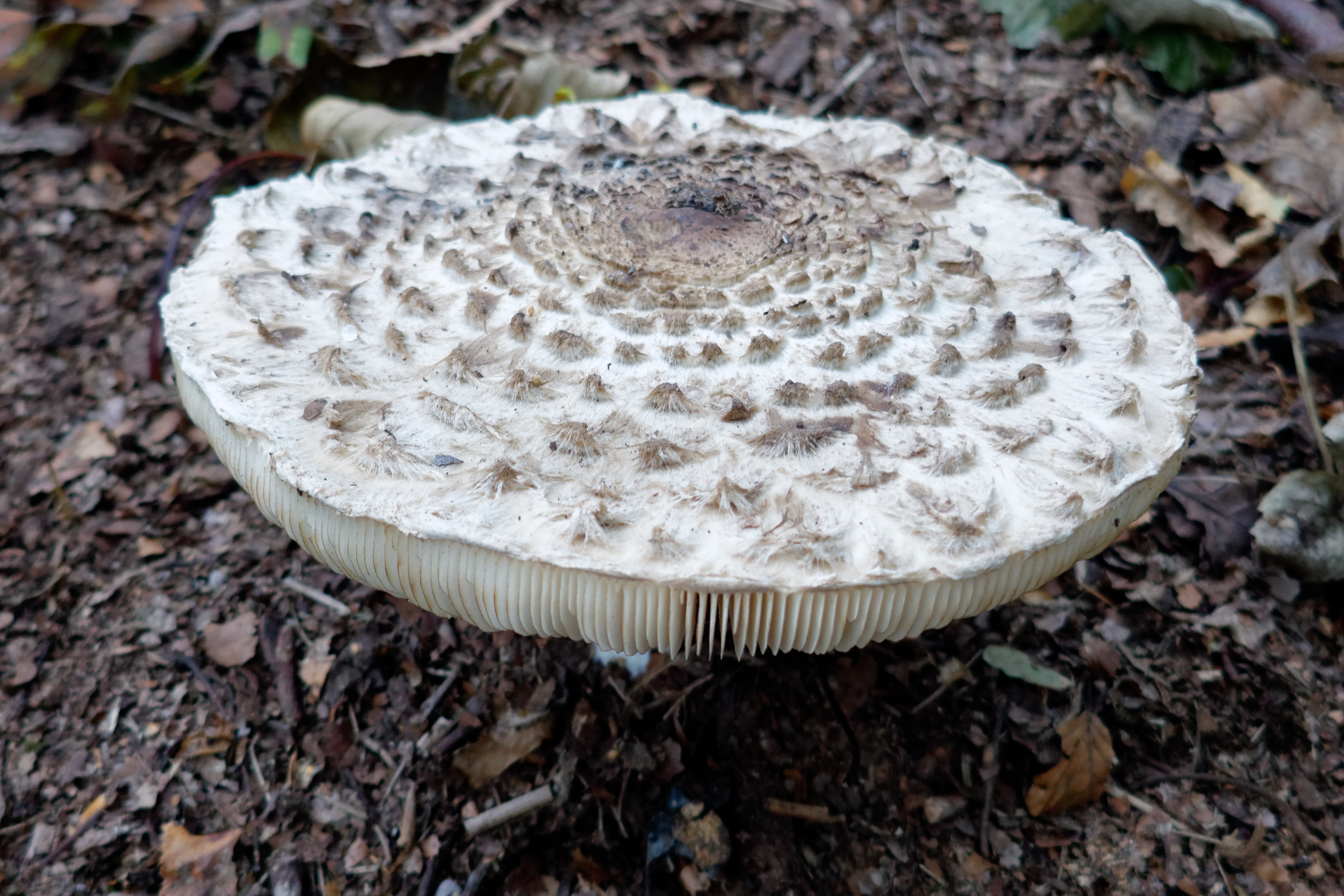
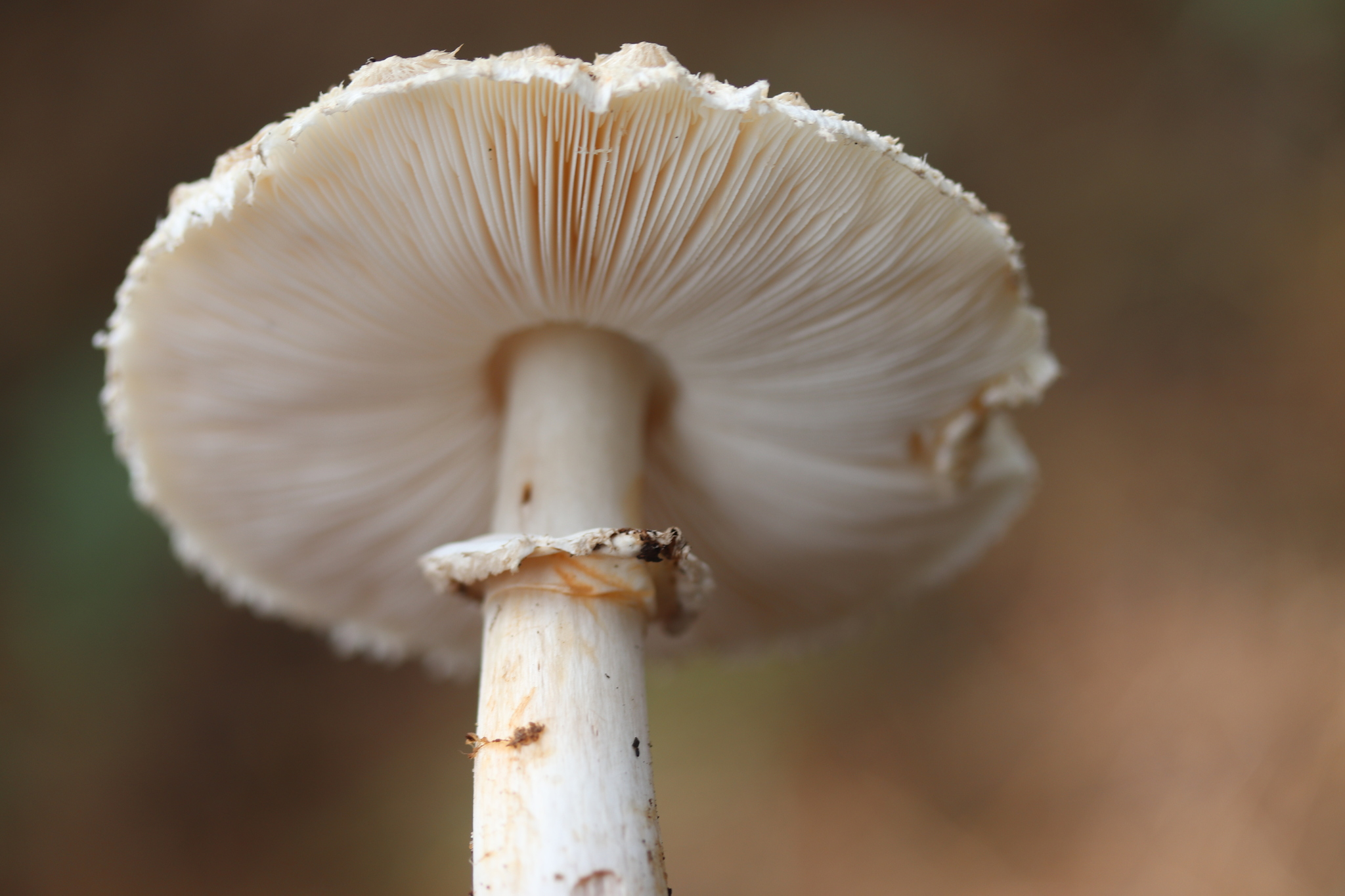

Ehető.  